# Yasin Öztekin
Yasin Öztekin, né le 19 mars 1987 à Dortmund en Allemagne, est un footballeur international turc. Évoluant au poste de milieu de terrain, il joue actuellement à Samsunspor.

## Biographie

### Carrière en club
De 2006 à 2010, Öztekin joue avec l'équipe réserve du Borussia Dortmund, le Borussia Dortmund II. Lors de la saison 2010-2011 il fait deux apparitions en équipe première du club.
Le 5 janvier 2011, le joueur s'engage avec le club turc de Gençlerbirliği SK. Le 2 mai 2012, le joueur s'engage gratuitement avec l'équipe de Trabzonspor. Puis le 22 juillet 2013, il est transféré au Kayseri Erciyesspor.
Le 8 août 2014, il rejoint le club de Galatasaray SK.
Lors de la première partie de saison, il ne joue presque pas du tout. En effet, l'entraîneur, Cesare Prandelli, ne lui fait pas confiance. Mais avec l'arrivée d'Hamza Hamzaoğlu à la suite du limogeage de Prandelli, Yasin devient un titulaire indiscutable de l'équipe, et il est également un des éléments décisifs lors de la conquête du 20e titre de champion du club.

### Carrière en équipe nationale
Le 8 juin 2015, lors d'un match amical disputée face à l'équipe du Bulgarie, Yasin Öztekin fait ses débuts en équipe nationale de Turquie.

## Palmarès
- Champion de Turquie en 2015 et 2018 avec Galatasaray
- Vainqueur de la Supercoupe de Turquie en 2015 avec Galatasaray
- Vainqueur de la Coupe de Turquie en 2015 et 2016 avec Galatasaray